# Păltiniș (Caraș-Severin)
Păltiniș is een Roemeense gemeente in het district Caraș-Severin.
Păltiniș telt 2561 inwoners.